# Europeizmy
Europeizmy – elementy językowe wspólne lub podobne w językach europejskich, również w językach o różnym pochodzeniu.

## Przyczyny unifikacji języków w Europie
Bliskość geograficzna,  wzajemne kontakty, wspólne dziedzictwo chrześcijańskie (nawiązania do Biblii), dziedzictwo kultury antycznej, mitologii greckiej i rzymskiej, wreszcie podobne doświadczenia wynikające z obserwacji codziennego życia doprowadziły do wykształcenia wspólnych cech językowych, głównie leksykalnych, i do powstania europeizmów. 

## Rodzaje europeizmów
Do europeizmów można zaliczyć:
–  wyrazy międzynarodowe
Wyrazy o podobnej formie (pisowni, wymowie) i podobnym znaczeniu (internacjonalizmy) występujące
a) we wszystkich językach europejskiej ligi (wspólnoty) językowej, nie tylko w językach indoeuropejskich (jak język polski czy angielski), ale też w języku fińskim czy węgierskim (języki ugrofińskie), m.in.: analiza, atom, chemia, kultura, lampa, litr, polityka, radio, symfonia.  
b) obejmujące swym zasięgiem część językowej wspólnoty europejskiej, m.in.: amator, decyzja, egzystencja, kontynuacja. 
W używanych na obszarze Europy językach ugrofińskich występują podobne leksemy jak w języku polskim i innych językach indoeuropejskich. I tak w języku fińskim w użyciu są takie wyrazy jak: kaakao, kahvi (kawa), kenguru, komendantti, konsuli; kajakki, kassa, kilogramma, kilometri, kioski, klinikka; kongressi,  kulttuuri, a w języku węgierskim: akadémia, cifra, doktor, dopping, kolléga, publikum, recept, szófa (sofa), toalett.
Wyrazami międzynarodowymi są często zapożyczenia z łaciny (np. komunikacja), greckiego (stadion), francuskiego (bagaż), angielskiego (klub).
W innych językach niż polski mogą one mieć nieco inną formę i nieco inne znaczenie, tak więc będąc internacjonalizmami i europeizmami mogą być też tautonimami, fałszywymi przyjaciółmi tłumacza. 
–  międzynarodowe kalki strukturalne, np. (polski, niemiecki, francuski, węgierski, fiński): wszechmocny, allmächtig, tout-puissant, mindenható, kaikkivaltias.
–  morfemy słowotwórcze: sufiksy (przyrostki) i prefiksy (przedrostki), jak: -acja, -ista, anty-, por.: pol. -izm, niem. -ismus, franc. -isme, hiszp. -ismo, węg. -izmus, fiń. -ismi. Przykłady z języka fińskiego: filos-ofia, kommunik-aatio, filol-ogia, instit-uutti. anti-militar-ismi, 
–  międzynarodowe frazeologizmy
Przykłady frazeologizmów z języka polskiego, niemieckiego, angielskiego i fińskiego:  mieć wolną rękę, freie Hand haben, to have a free hand, jkkka on vapaat kädet.Tym razem chodzi więc o wyrażenia analogiczne w różnych językach pod względem znaczenia i struktury, ale o różnych formach (o innej pisowni, innej wymowie).
–  analogiczne przysłowia
W językach polskim, niemieckim, węgierskim (tu: przykłady polskie i niemieckie) istnieją przysłowia: Kłamstwo ma krótkie nogi. Lügen haben kurze Beine; Niedaleko pada jabłko od jabłoni. Der Apfel fällt nicht weit vom Stamm. Pozory mylą. Der Schein trügt.